# Temporada 1961-1962 del FC Barcelona
Les dades més destacades de la temporada 1961-1962 del Futbol Club Barcelona són les següents:

## 1962

### Juny
- 27 juny - Assemblea general ordinària. Hi assisteixen només 63 compromissaris d'un total de 266 convocats en representació dels 51.624 socis del club. El president Llaudet anuncia una política econòmica austera i presenta a aprovació un pressupost de 114 milions de pessetes -685.000 euros- (inferior al de l'exercici anterior). El dèficit de la temporada es fixa en poc més de 2 milions de pessetes -12.000 euros-.
- 8 juny - El jugador Enric Gensana és operat del menisc.
- 3 juny - Dos gols de Zaldúa donen la victòria al Barça (0-2) sobre el Grenoble, en partit amistós jugat en aquesta capital francesa per celebrar l'ascens de l'equip a la Primera divisió del futbol francès.
- 2 juny - Mor Josep Sastre (Ex-jugador entre els anys 1924 i 1932).

### Maig
- 30 maig - S'inicia el Campionat del Món de Futbol de Xile 1962. Entre els components de la selecció espanyola hi figuren els blaugrana Segarra, Garay, Gràcia, Vergés, Rodri i Sadurní

## 1961

### Novembre
- 26 novembre - 14a. jornada de Lliga. Kubala debuta a la banqueta blaugrana amb victòria sobre l'Elx (3-2) al Camp Nou. Els ilicitans que guanyaven al descans (1-2) són superats pel Barça a la segona. Evaristo (2) i Pereda són els golejadors de l'equip blaugrana, que ocupa la quarta posició a la taula a 9 punts del Real Madrid
- 23 novembre - L'entrenador Lluís Miró presenta la seva dimissió i és substituït interinament per Laszlo Kubala. La directiva imposa una multa per baix rendiment a tots els jugadors de la plantilla que varen actuar enfront del València en l'últim partit de Lliga.
- 22 novembre - Partit amistós al Camp Nou entre el Barça i el Benfica que acaba amb empat (1-1). Els blaugranes, que marquen amb gol de Pereda, no aconseguiexen revenjar-se de l'equip que mesos enrere els va impedir de guanyar la Copa d'Europa

### Setembre
- 28 setembre - Enric Llaudet presenta a l'Assemblea general ordinària el balanç econòmic de la temporada 1960-61 amb un deute real exigible de 230 milions de pessetes -1,382 milions d'euros - (més 54 milions -325.000 euros - més pendents de reintegrament als socis per l'avançament dels abonaments)i un dèficit de prop de 10 milions de pesetes -60.000 euros -.

### Agost
- 30 agost - Emotiu partit amistós d'homenatge i comiat a Laszlo Kubala al Camp Nou. Victòria del Barça sobre l'Stade de Reims (4-3). Els madridistes Alfredo Di Stéfano i Ferenc Puskas juguen amb la samarreta blaugrana. Vergès, Benítez i Di Stéfano (2) fan els gols del Barça.

## Plantilla[1][2]
| Porters - José Manuel Pesudo - Salvador Sadurní - Joan Antoni Celdran | Defenses - Ferran Olivella - Rodri - Foncho - Jesús Garay - Julio César Benítez - Llorenç Rifé | Centrecampistes - Joan Segarra - Enric Gensana - Sígfrid Gràcia - Martí Vergés - Ramón de Pablo Marañón - Antonio País - Josep Maria Fusté | Davanters - Ramón Alberto Villaverde - Eulogio Martínez - Evaristo de Macedo - Sandor Kocsis - Jesús Pereda - Pedro Zaballa - José Antonio Zaldúa - Tibor Szalay - Vicente González - Gonzalo Díaz Beitia - Antoni Camps - Fernand Goyvaerts - Cayetano Ré - Luis Alberto Cubilla |

## Classificació
- Lliga d'Espanya: Segona posició amb 40 punts (30 partits, 18 victòries, 4 empats, 8 derrotes, 81 gols a favor i 46 en contra).
- Copa d'Espanya: Quarts de final. Eliminà el Deportivo de La Coruña i el Baskonia de Basauri, però fou eliminat pel Reial Madrid.
- Copa de les Ciutats en Fires: Finalista.

## Resultats
| PARTITS |
| --- |
| 15-08-61. AMISTÓS EUROPA-BARCELONA 2-0 22-08-61. AMISTÓS NIZA-BARCELONA 0-2 24-08-61. AMISTÓS JUPITER-BARCELONA 1-8 26-08-61 . "RAMON DE CARRANZA" BARCELONA-RIVER PLATE 2-0 27-08-61. VII "RAMON DE CARRANZA" BARCELONA-PENAROL 2-1 30-08-61. AMISTÓS BARCELONA-STADE REIMS 4-3 03-09-61. LLIGA BARCELONA-SEVILLA 3-2 10-09-61. LLIGA REAL SOCIEDAD-BARCELONA 2-1 14-09-61. AMISTÓS LAS PALMAS-BARCELONA 2-4 17-09-61. LLIGA TENERIFE-BARCELONA 1-3 20-09-61. COPA DE FIRES SEL.BERLIN-BARCELONA 1-0 24-09-61. LLIGA BARCELONA-ATHLETIC BILBAO 4-2 30-09-61. LLIGA REAL MADRID-BARCELONA 2-0 04-10-61. COPA DE FIRES BARCELONA-SEL. BERLIN 3-0 08-10-61. LLIGA BARCELONA-ZARAGOZA 1-1 12-10-61. LLIGA OVIEDO-BARCELONA 0-2 15-10-61. LLIGA BARCELONA-BETIS 6-1 22-10-61. LLIGA OSASUNA-BARCELONA 3-1 29-10-61. LLIGA BARCELONA-ESPANYOL 2-0 01-11-61. LLIGA MALLORCA-BARCELONA 3-1 05-11-61. LLIGA BARCELONA-ATLETICO MADRID 5-1 08-11-61. AMISTÓS BARCELONA-NIZA 2-2 12-11-61. AMISTÓS BARCELONA-ORGRYTTE 7-4 19-11-61. LLIGA VALENCIA-BARCELONA 6-2 22-11-61. AMISTÓS BARCELONA-BENFICA 1-1 26-11-61. LLIGA BARCELONA-ELCHE 3-2 28-11-61. AMISTÓS BARCELONA-DJURGARDENS 4-1 03-12-61. LLIGA RACING SANTANDER-BARCELONA 1-1 08-12-61. AMISTÓS REUS DEPORTIVO-BARCELONA, 1-4 13-12-61. COPA DE FIRES BARCELONA-DINAMO ZAGREB 5-1 17-12-61. LLIGA SEVILLA-BARCELONA 1-0 20-12-61. COPA DE FIRES DINAMO ZAGREB-BARCELONA 2-2 24-12-61. TROFEONADAL BARCELONA-LIEGOIS 5-2 26-12-61. TROFEONACIONAL BARCELONA-PIRMASENS 4-1 30-12-61. LLIGA BARCELONA-REAL SOCIEDAD 5-0 03-01-62. AMISTÓS AEK ATENAS-BARCELONA 0-6 05-01-62. AMISTÓS OLYMPIAKOS-BARCELONA 0-2 07-01-62. LLIGA BARCELONA-TENERIFE 5-2 10-01-62. AMISTÓS BARCELONA-INTER MILAN 2-1 14-01-62. LLIGA ATHLETIC BILBAO-BARCELONA 3-2 21-01-62. LLIGA BARCELONA-REAL MADRID 3-1 28-01-62. LLIGA ZARAGOZA-BARCELONA 3-2 31-01-62. COPA GENERALISIMO DEPORTIVO LA CORUNA-BARCELONA 1-3 04-02-62. LLIGA BARCELONA-OVIEDO 4-1 07-02-62. AMISTÓS BARCELONA-PENAROL 0-3 11-02-62. LLIGA BETIS-BARCELONA 2-3 13-02-62. COPA GENERALISIMO BARCELONA-DEPORTIVO LA CORUNA 3-1 18-02-62. LLIGA BARCELONA-OSASUNA 3-1 25-02-62. LLIGA ESPANYOL-BARCELONA 1-1 28-02-62. COPA DE FIRES SHEFFIELD-BARCELONA 3-2 04-03-62. LLIGA BARCELONA-MALLORCA 3-2 06-03-62. AMISTÓS BARCELONA-HAMBURGO 5-1 11-03-62. LLIGA ATLETICO MADRID-BARCELONA 1-1 17-03-62. LLIGA BARCELONA-VALENCIA 4-0 19-03-62. AMISTÓS SELECCIO REGIONAL TARRAGONA-BARCELONA 6-2 20-03-62. AMISTÓS BADALONA-BARCELONA 3-5 25-03-62. LLIGA ELCHE-BARCELONA 1-2 28-03-62. COPA DE FIRES BARCELONA-SHEFFIELD WEDNEDAY 2-0 01-04-62. LLIGA BARCELONA-RACING SANTANDER 8-0 05-04-62. COPA DEL GENERALISIMO BASCONIA-BARCELONA 0-2 08-04-62. COPA DEL GENERALISIMO BARCELONA-BASCONIA 10-1 11-04-62. AMISTÓS INTER MILAN-BARCELONA 1-0 15-04-62. COPA GENERALISIMO REAL MADRID-BARCELONA 0-1 18-04-62. COPA DE FIRES ESTRELLA ROJA-BARCELONA 0-2 22-04-62. COPA GENERALISIMO BARCELONA-REAL MADRID 1-3 25-04-62. COPA DE FIRES BARCELONA-ESTRELLA ROJA 4-1 30-04-62. AMISTÓS BARCELONA-FLAMENGO 0-2 22-05-62. AMISTÓS OLYMPIAKOS-BARCELONA 1-0 24-05-62. AMISTÓS A.E.K.-BARCELONA 2-5. 28-05-62. AMISTÓS PANATHINAIKOS-BARCELONA 0-2 30-05-62. AMISTÓS SEL. SALONICA-BARCELONA 2-1 01-06-62. AMISTÓS STANDARD LIEJA-BARCELONA 0-0 03-06-62. AMISTÓS GRENOBLE-BARCELONA 0-2 06-06-62. AMISTÓS S.O.O. ANGERS-BARCELONA 2-3 14-06-62. AMISTÓS MANTOVA-BARCELONA 0-0 01-07-62 . GIRA SUDAMERICANA PENAROL-BARCELONA 1-1 04-07-62 . GIRA SUDAMERICANA LIBERTAD NACIONAL DE ASUNCION-BARCELONA 1-2 08-07-62 . GIRA SUDAMERICANA BARCELONA DE GUAYAQUIL-BARCELONA 1-1 11-07-62 . GIRA SUDAMERICANA LDU QUITO-BARCELONA 0-3 15-07-62 . GIRA SUDAMERICANA MILLONARIOS-BARCELONA 1-3 20-07-62 . GIRA SUDAMERICANA SANTA FE-BARCELONA 1-5 22-07-62 . GIRA SUDAMERICANA ATLETICO NACIONAL MEDELLIN-BARCELONA 1-2 25-07-62 . GIRA SUDAMERICANA DEPORTIVO CALI-BARCELONA 2-3 29-07-62 . GIRA SUDAMERICANA F.A.S.-BARCELONA 0-4 |